# Hervé Le Barbier de Blignières
Pour les articles homonymes, voir Blignières et Famille Le Barbier de Blignières.
Hervé Le Barbier de Blignières ou Hervé de Blignières, né le 15 avril 1914 à Hennebont (Morbihan) et mort le 5 janvier 1989 à Mordelles (Ille-et-Vilaine), est un officier français, chef d’état-major de l'organisation de l'armée secrète (OAS) en métropole.

## Biographie
Né en 1914, dans une famille qui compte seize enfants. Hervé de Blignières est sorti de Saint-Cyr en 1937 de la promotion du Maréchal Lyautey. Il combat en Belgique en 1940 à la tête de 80 cavaliers du 31e Dragon. Fait prisonnier par les Allemands, il tente sept fois de s'échapper durant ses cinq années de captivité. Il est libéré en 1945 puis affecté par la suite à l'École militaire de cavalerie de Saumur. En 1948, il entre à la Légion étrangère.
Capitaine, envoyé en Indochine, il commande le 2e escadron du  1er régiment étranger de cavalerie qui combat en Cochinchine. Il quitte l'Indochine en novembre 1950 avec trois citations à l'ordre de l'armée. En 1953, il sort premier de sa promotion a l'École supérieure de guerre. Commandant en 1954, il se porte volontaire pour un nouveau séjour en Indochine avec le rôle de former les officiers vietnamiens devant assurer la relève des officiers français. Rentré en France en 1956, il participe à la réforme des études à l'École supérieure de Guerre.
Promu lieutenant-colonel en mars 1958, il participe aux préparatifs des événements du mois de mai en Algérie. En août 1958, il prend le commandement du 1er régiment étranger de cavalerie chargé de la pacification du Constantinois.
En 1960-1961, il est chef d'état-major de l'organisation de l'armée secrète (OAS) en France. Arrêté en septembre 1961, condamné en septembre 1963 à six ans de détention criminelle, il est libéré fin décembre 1965. Il est le président de l'Association pour la sauvegarde des familles et enfants disparus enlevés par le FLN en Algérie. Il échappe en 1970 à une tentative d'enlèvement probablement commanditée par des voyous en quête du « trésor de l'OAS ».
En 1977, il prend une activité politique au Front National, soutenant la candidature de Jean-Marie Le Pen aux élections présidentielles.
Retiré dans ses terres en Bretagne, il meurt à Mordelles (Ille-et-Vilaine) le 5 janvier 1989 après avoir combattu durant trois années un cancer de l'intestin et deux cancers des poumons.
Il est notamment le père de sept enfants parmi lesquels Hugues de Blignières (dit Keraly), Olivier Le Barbier de Blignières, Arnaud de Blignières et Odile Delenda,[source insuffisante].

## Publications
- La foi du centurion, le patriotisme, principe d'action. Éd. du Fuseau (Coll. Les Chemins du Réel) 1966.
- La réponse du centurion, demain… l'Armée Française, officiellement auteur anonyme, éd. L'esprit Nouveau (Coll. Les Chemins du Réel), 1963.